# 野田真里

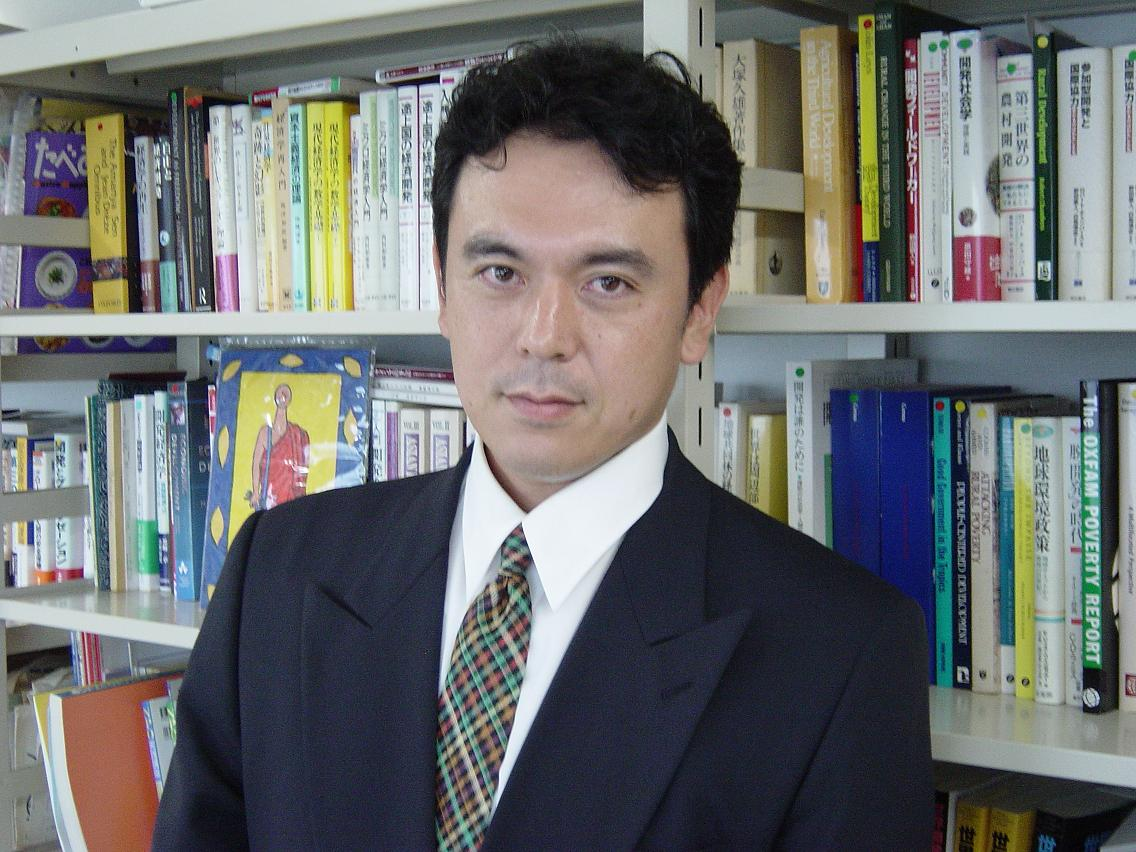

野田 真里（のだ まさと、1964年 -三重県出身）は、日本の経済学者。茨城大学人文社会科学部教授、地球・地域環境共創機構（GLEC）兼務教員。
専門は、国際開発学、国際協力論、NGO/NPO論。SDGs（持続可能な開発目標）と人間の安全保障等を研究。

## 経歴等
- 早稲田大学政治経済学部卒業、早稲田大学大学院経済学研究科修士課程修了、デ・ラ・サール大学大学院経営経済研究科・社会開発研究所交換留学、名古屋大学大学院国際開発研究科博士後期課程満期退学（ABD)、ロンドン・スクール・オブ・エコノミクス(LSE)大学院社会政策研究科M.Sc.修了。

- 公益社団法人シャンティ国際ボランティア会カンボジア事務所文化・社会開発プログラムコーディネーター、日本学術振興会特別研究員、名古屋大学大学院国際開発研究科助手、中部大学国際関係学部准教授（兼務、人間の安全保障研究センター）等を経て現職。
- 筑波大学教育開発国際協力研究センター（CRICED）学外共同研究員[3]、早稲田大学アジア太平洋研究センター（WIAPS)特別センター員[4]等を兼任。

## 主な著書・論文等[5]
- （編著）『SDGsを問い直す　ポスト／ウィズ・コロナと人間の安全保障』法律文化社、2023年。
- （共著）『よくわかる開発学』ミネルヴァ書房、2022年。
- （単著）「新型コロナ禍における人間の安全保障とSDGs－グローバル危機の最前線に立つ地域社会－」、『アジア太平洋討究』第42号pp.179-191、2021年。
- （共著）『共生の思想と作法ー共によりよく生き続けるために』法律文化社、2020年。
- （単著）「カンボジアの開発における教育とSDGsの展開」、『比較教育学研究』第58号pp.113-120、2019年。
- (単著）「貧困撲滅の”最初のフロンティア”としてのコミュニティと社会関係資本、信仰基盤組織(FBOs)－SDGsと人間の安全保障の実現にむけての新たな開発パートナー」、『アジア太平洋討究』第33号pp.77-90、2018年。

- （単著）「持続可能な開発・SDGsに向けた人間中心の開発とNGO/市民社会」、『アジア太平洋討究』第28号pp.197-210、2017年。
- (共著）『アジアの持続可能な発展に向けて― 環境・経済・社会の視点から』慶應義塾大学出版会、2013年。
- (共著）『国際保健医療学・第3版』杏林書院、2013年。
- (単著）「小島嶼開発途上国(SIDS)ツバルにおける「自律的」発展の可能性」、『貿易風』Vol. 7, 2012年。
- (西川潤、下村恭民、高橋基樹との共編著）『開発を問い直す―転換する世界と日本の国際協力』日本評論社、2011年。
- (共著）『貧困のない世界を目指して』日本評論社、2010年
- (共著）『国際開発学入門－開発学の学際的構築』勁草書房、2009年。
- (共著）『共働体主義－中間組織が開くオルタナティブ』慶應義塾大学出版会、2009年。
- (共著）『ベトナムにおける初等教育の普遍化政策』明石書店、2008年。
- (単著)　'Democratizing Community Development and Buddhism in Cambodia', Asia-Pacific Forum, No. 36, 2007.
- (共著）『東アジアの社会運動と民主化』明石書店、2007年。
- (共著）『人間の安全保障－貧困削減の新しい視点』国際協力出版会、2007年。
- (共著）『社会科学を再構築する－地域平和と内発的発展』明石書店、2007年。
- (共著）『グローバル・ナショナル・ローカルの現在』慶應義塾大学出版会、2006年。
- (共著）『教室から世界へ　開発教育・国際理解教育虎の巻』東信堂、2006年。
- (共著）『アジアの内発的発展』藤原書店、2001年。
- (単著）「NGOマネジメントにおけるアカウンタビリティ向上と組織学習」、『国際開発研究フォーラム』18、2001年。
- （西川潤との共編著）『仏教・開発・NGO―タイ開発僧に学ぶ共生の智慧』新評論、2000年。
- (共著）『人類の未来と開発・岩波講座　開発と文化第7巻』岩波書店、1998年。
- （馬籠久美子との共編訳著）マハ・ゴサナンダ『微笑みの祈り－智慧と慈悲の瞑想』春秋社、1997年。